# Jamaica International Invitational
Pour les articles homonymes, voir JII.
La Jamaica International Invitational (JII) est un meeting international d'athlétisme qui se déroule une fois par an à l'Independence Park de Kingston, en Jamaïque. Cette compétition figure à partir de 2011 parmi les 14 meetings du Challenge mondial IAAF.
En 2008, le Jamaïcain Usain Bolt remporte l'épreuve du 100 m en établissant avec le temps de 9 s 76 la deuxième meilleure performance de tous les temps de l'époque derrière les 9 s 74 de son compatriote Asafa Powell.

## Records du Meeting

### Hommes
| Epreuve           | Record             | Athlète            | Nationalité       | Date         | Ref   |
| ----------------- | ------------------ | ------------------ | ----------------- | ------------ | ----- |
| 100 m             | 9 s 76 (+1,8 m/s)  | Usain Bolt         | Jamaïque          | 3 mai 2008   |       |
| 200 m             | 19 s 56 (-0,8 m/s) | Usain Bolt         | Jamaïque          | 1er mai 2010 | [ 2 ] |
| 400 m             | 44 s 59            | Youssef Masrahi    | Arabie saoudite   | 9 mai 2015   |       |
| 800 m             | 1 min 45 s 67      | Khadevis Robinson  | États-Unis        | 4 mai 2009   |       |
| 1 500 m           | 3 min 35 s 92      | Aman Wote          | Éthiopie          | 5 mai 2012   |       |
| 3 000 m           | 7 min 52 s 70      | Jack Rayner        | Australie         | 20 mai 2017  | [ 3 ] |
| 110 m haies       | 13 s 16 (+1,0 m/s) | Aleec Harris       | États-Unis        | 9 mai 2015   |       |
| 400 m haies       | 47 s 79            | Kerron Clement     | États-Unis        | 2 mai 2008   |       |
| 3 000 m steeple   | 8 min 34 s 17      | Ben Bruce          | États-Unis        | 5 mai 2012   |       |
| Saut en hauteur   | 2,28 m             | Adam Shunk         | États-Unis        | 7 mai 2005   | [ 4 ] |
| Saut en hauteur   | 2,28 m             | Jamal Wilson       | Bahamas           | 19 mai 2018  |       |
| Saut à la perche  | 5,80 m             | Sam Kendricks      | États-Unis        | 20 mai 2017  | [ 5 ] |
| Saut en longueur  | 7,95 m (+1,6 m/s)  | James Beckford     | Jamaïque          | 7 mai 2005   |       |
| Triple saut       | 16,80 m            | Samyr Lainé        | Haïti             | 7 mai 2011   | [ 6 ] |
| Lancer du poids   | 21,85 m            | Christian Cantwell | États-Unis        | 3 mai 2014   | [ 7 ] |
| Lancer du disque  | 66,36 m            | Fedrick Dacres     | Jamaïque          | 20 mai 2017  | [ 8 ] |
| Lancer du javelot | 76,30 m            | Shakeil Waithe     | Trinité-et-Tobago | 7 mai 2016   | [ 9 ] |

### Femmes
| Epreuve           | Record             | Athlète             | Nationalité | Date         | Ref    |
| ----------------- | ------------------ | ------------------- | ----------- | ------------ | ------ |
| 100 m             | 10 s 81 (+1,0 m/s) | Carmelita Jeter     | États-Unis  | 5 mai 2012   |        |
| 200 m             | 22 s 09 (+0,5 m/s) | Elaine Thompson     | Jamaïque    | 20 mai 2017  | [ 10 ] |
| 400 m             | 49 s 89            | Sanya Richards      | États-Unis  | 6 mai 2006   |        |
| 800 m             | 1 min 58 s 41      | Kenia Sinclair      | Jamaïque    | 7 mai 2011   | [ 11 ] |
| 1 500 m           | 4 min 8 s 37       | Alexa Efraimson     | États-Unis  | 7 mai 2016   | [ 12 ] |
| 100 m haies       | 12 s 39 (+2,0 m/s) | Jasmin Stowers      | États-Unis  | 9 mai 2015   |        |
| 400 m haies       | 54 s 20            | Lashinda Demus      | États-Unis  | 6 mai 2006   |        |
| 3 000 m steeple   | 9 min 31 s 85      | Aisha Praught       | Jamaïque    | 20 mai 2017  | [ 13 ] |
| Saut en hauteur   | 2,00 m             | Chaunté Howard-Lowe | États-Unis  | 1er mai 2010 | [ 2 ]  |
| Saut à la perche  | 4,50 m             | Kylie Hutson        | États-Unis  | 3 mars 2014  | [ 14 ] |
| Saut en longueur  | 6,82 m (+0,2 m/s)  | Ese Brume           | Nigeria     | 19 mai 2018  | [ 15 ] |
| Triple saut       | 14,87 m (+0,3 m/s) | Caterine Ibargüen   | Colombie    | 9 mai 2015   | [ 16 ] |
| Lancer du poids   | 19,22 m            | Michelle Carter     | États-Unis  | 5 mai 2012   |        |
| Lancer du disque  | 62,41 m            | Gia Lewis-Smallwood | États-Unis  | 4 mai 2013   | [ 17 ] |
| Lancer du javelot | 60,79 m            | Elizabeth Gleadle   | Canada      | 20 mai 2017  | [ 18 ] |
| Lancer du marteau | 76,27 m            | DeAnna Price        | États-Unis  | 19 mai 2018  | [ 19 ] |